# Форд, Роб
Ро́берт Брюс Форд (англ. Robert Bruce Ford; 28 мая 1969 года — 22 марта 2016 года) — канадский политик, 64-й мэр Торонто (2010—2014).
До своего избрания в качестве мэра Торонто, Форд был членом городского совета в Этобико. Впервые в члены городского совета он был избран на муниципальных выборах Торонто в 2000 году, затем он был переизбран в совет в 2003, а потом в 2006. Его брат, Дуг Форд Младший, сейчас является членом совета, как и отец, Дуг Форд, также входивший ранее в совет.
За свою политическую карьеру Форд не раз находился в центре ряда личных и связанных с работой скандалов и судебных разбирательств, которые почти лишили его должности. В 2013 году Форд стал предметом обвинений в наркомании, которые широко освещались местной и международной прессой. Скандал вызвала попавшая в прессу видеозапись на которой мужчина, похожий на Форда, курит крэк, а также называет лидера Либеральной партии Канады Джастина Трюдо «педиком». Сам мэр сначала категорически отрицал свою причастность к этому видео и к употреблению наркотиков, но позже признался в употреблении крэка. По его словам, он курил крэк, но не является наркозависимым. Форд сказал, что это произошло один раз во время «пьяного забытья» приблизительно около года назад, но он не помнит точной даты. Позже на заседании городского совета он также признался, что покупал нелегальные наркотические вещества в течение последних двух лет.
Помимо этого скандала Форда также не раз обвиняли в сексуальных домогательствах к коллегам и пьянстве за рулем и на работе. На заседании городского совета 15 ноября 2013 года мэра решили ограничить в полномочиях, передав часть их его заместителю Норму Келли на оставшуюся часть срока Форда. В ходе нового заседания совета, прошедшего 18 ноября, было принято решение лишить Форда практически всех оставшихся у него полномочий.
Форд участвовал в выборах на должность мэра Торонто в 2014 году, однако в сентябре снял свою кандидатуру из-за проблем со здоровьем. Вместо него в выборах принимал участие его брат Даг Форд, который набрал 33,73 % голосов, заняв второе место. Первое место с 40,28 % занял Джон Тори. Тори вступил в должность 1 декабря, став при этом 65-м мэром города. Форд же объявил о своих намерениях участвовать в следующих выборах мэра, в 2018 году.

## Личная жизнь
Родился в Этобико в 1969 году. Форд является младшим из четырёх детей (Даг, Кэти, Рэнди и Роб) Рут Дианы (урождённая Кэмпбелл) и Дугласа Форда. Отец Форда был основателем компании «Deco Labels and Tags», которая производит самоклеящиеся этикетки для упаковок и зарабатывает приблизительно по сто тысяч долларов в год. Успех этого бизнеса позволил семье купить дом с шестью спальнями, бассейном и садом, который может принять тысячи посетителей.
Форд обучался в «Академии предпринимательства Скарлетт Хайтс». Роб мечтал стать профессиональным футболистом и его отец заплатил за подготовку сына в профессиональном клубе американского футбола «Вашингтон Редскинз» и в университете Нотр-Дам. После окончания средней школы он изучал политологию в Карлтонском университете в Оттаве. Форд создал свою футбольную команду, но не участвовал ни в одной игре. Он покинул университет и вернулся в Торонто после года пребывания там, так и не завершив своё обучение. После университета Форд устроился в компанию отца заниматься продажами .
В 2000 году Форд женился на Ренате Брежняк, с которой познакомился в средней школе. Сейчас Форды вместе со своей дочерью Стефани и сыном Дагом проживают в Этобико. После смерти Дугласа Форда в 2006, семья Фордов сохранила право собственности над фирмой «Deco Labels and Tags», управление ею ведётся через компанию «Doug Ford Holdings». Форд управляет компанией вместе с братьями, матерью и директорами компании.
Свою карьеру в футболе он продолжил как тренер в средней школе. Сначала Форд работал тренером в Ньютонбрукской средней школе в 2001 году, но был уволен из-за серьёзных разногласий с одним из игроков. После он работал в католической средней школе имени Дона Боско с 2001 по 2013 год, пока Католический окружной совет Торонто по школьному образованию не отстранил его от тренерства в этой школе и не запретил занимать эту должность в любой из католических школ города. Причиной послужили многочисленные скандалы с его участием и особенно инцидент с видеозаписью, на которой Форд употребляет крэк.
Его отец, Дуглас Форд, был членом Законодательного собрания провинции Онтарио от Прогрессивно-консервативной партии Онтарио под управлением Майкла Харриса. После смерти отца, Роб сохранил политические связи с этой партией, а также с Консервативной партией Канады. Изображение бывшего премьер-министра Онтарио Майкла Харриса и отца Форда сейчас украшает здание мэрии. Сам Форд описывает своего отца как своего политического героя, бизнес-героя и героя во всём . Форд работал на избирательных кампаниях сразу нескольких членов Прогрессивно-консервативной партии Онтарио, в том числе и Джона Тори на выборах в 2005 году.
У Роба Форда были различные проблемы со здоровьем, наиболее существенные это астма и камни в почках. В 2012 году его дважды госпитализировали, в первом случае из-за камней в почках, а во втором из-за болей в горле и желудке, отягчающих его астму.
В сентябре 2014 года у него была диагностирована редкая форма липосаркомы. 22 марта 2016 года Форд скончался в госпитале Mount Sinai (Торонто).

## Политическая карьера

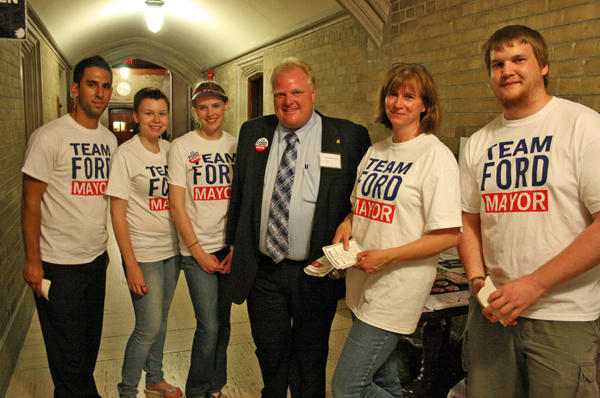
Роб Форд с участниками своей избирательной кампании на выборах мэра Торонто, 2010 год.

### Городской советник
Карьера Форда в политике началась в 1997 году, когда он впервые баллотировался в члены городского совета Торонто. Тем не менее, он был принят только в 2000 году как член совета второго избирательного округа Этобико, а затем ещё дважды переизбирался в него и был членом совета вплоть до октября 2010 года. Форд неоднократно давал спорные комментарии относительно работы совета и часто был инициатором бурных споров.
Второй избирательный округ находится на северо-западе Этобико. Население в 2006 году составляло 50 000 человек, из них 53 % являлись эмигрантами. Самой большой группой иммигрантов являются выходцы из Южной Азии. Примерно 40 % населения проживают в домах, остальные в квартирах. Форд ранее проживал в этом округе, но переехал в 2000 году после женитьбы в четвёртый избирательный округ. В 2003 году он был переизбран с 80 % голосов, обойдя двух кандидатов от местной Сомалийской общины. На муниципальных выборах в 2006 Форд снова победил, на этот раз имея 66 % голосов.

### Мэр

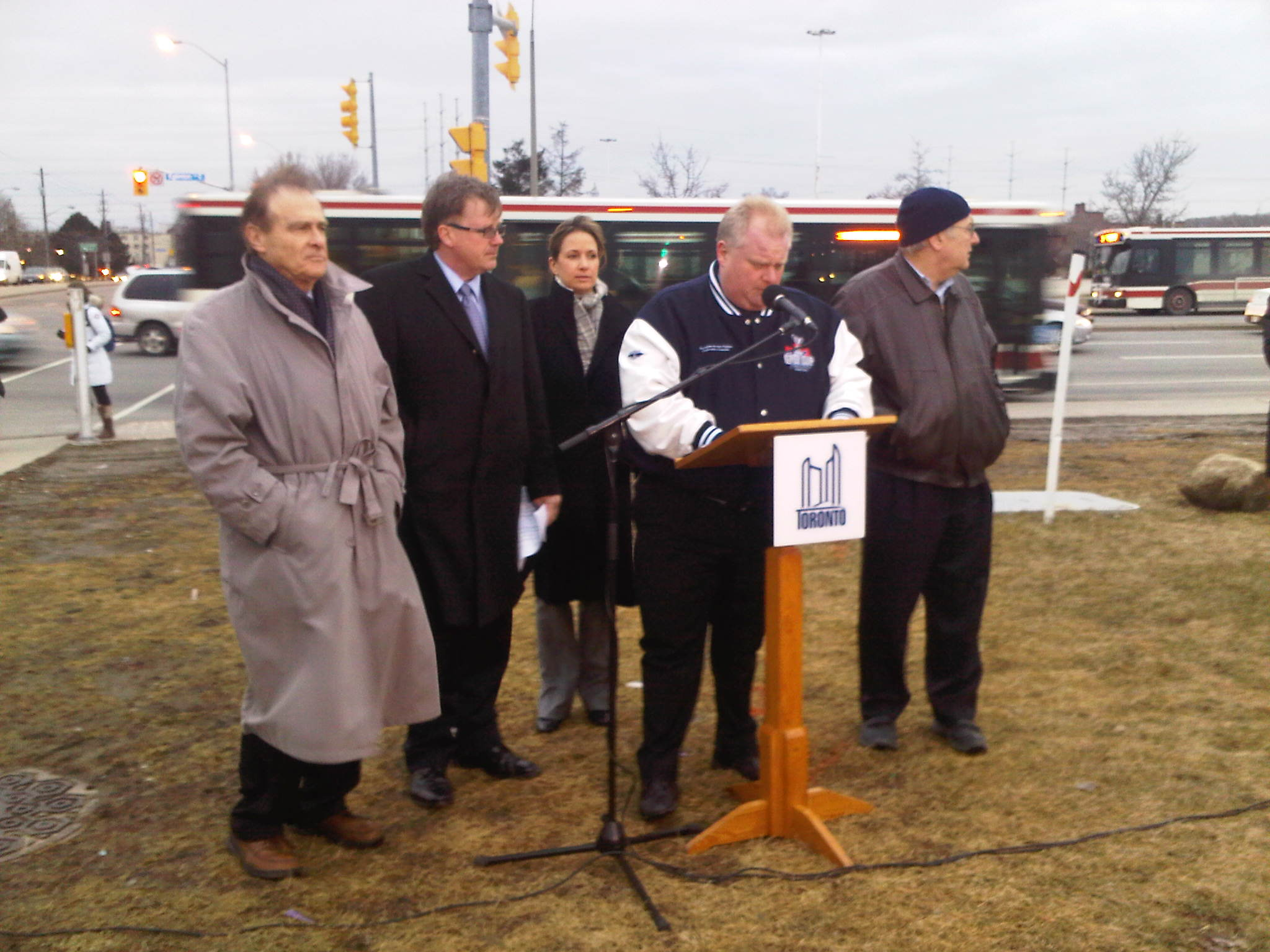
Форд говорит о расширении метро до Скарборо, февраль 2012 года.

Форд выдвинул свою кандидатуру на должность мэра на муниципальных выборах в Торонто 26 мая 2010 года. В числе предвыборных обещаний Форда были: снижение налогов, своевременная уборка мусора в городе, расширение метрополитена, сокращение расходов бюджета, увеличение численности полицейских и продажа неиспользуемой городскими властями недвижимости. Также он обещал отменить двойные сборы при переходе собственности от продавца к покупателю, которые были введены Дэвидом Миллером, предыдущим мэром города, и отменить двойной налог на регистрацию автомобилей. Мэром Форд был избран 25 октября 2010 года и вступил в должность 1 декабря того же года.
На первом заседании совета в декабре 2010 года было принято решение отменить транспортный налог в 60$, что и обещал в своей предвыборной кампании Форд, решение вступило в силу 1 января 2011 года. Позже были выполнены и другие предвыборные обещания. В марте 2011 года Форд вместе с Далтоном Макгинти, премьер-министром Онтарио, и корпорацией «Метролинкс» объявили о новом плане по расширению транспортной системы Торонто. Согласно ему, «Метролинкс» обязалась построить двадцать пять километров лёгкого метро. Линия пройдёт вдоль Эглинтон авеню и будет состоять из двадцати шести станций. Летом 2013 года городской совет утвердил план, внеся в него некоторые изменения. Форд одобрил новый план и начал искать источники финансирования проекта, позже он получил 660 миллионов долларов от Канадского правительства. Городской совет одобрил план проекта в октябре 2013 года. Против этого выступал только Пол Эйнсли, член городского совета, который считал, что стоимость затрат на строительство в итоге превысит ожидаемую стоимость в три миллиарда долларов.
Форд добился того, чтобы сбором мусора в городе занималась не муниципальная компания, а частная фирма, что должно привести к меньшим затратам денежных средств на уборку мусора в городе. Кроме того, в апреле 2013 года он сам участвовал в кампании городского совета «Очистим Торонто» и в акции по уборке мусора в парке полковника Сэмюля Смита в Этобико.
Во время своего пребывания на посту он был вовлечён в несколько дорожных скандалов. Мэр обвинялся в разговорах по мобильному телефону во время вождения, чтении за рулём, вождении в нетрезвом виде и в том, что он проехал мимо трамвая, стоящего с открытыми дверьми, хотя должен был дождаться их закрытия. Робу Форду, как мэру, был положен личный водитель, однако тот отказался от него сказав, что он сам будет управлять автомобилем, так как не хочет чтобы налогоплательщики платили лишние деньги за эту услугу. После инцидента с чтением во время вождения в августе 2012 года, Форд подвергся жёсткой критике со стороны полиции и СМИ. Полиция Торонто попросила Форда нанять себе водителя и его брат, Дуг, пообещал, что у мэра появится личный водитель. Тем не менее, Форд впоследствии заявил, что он по прежнему водит автомобиль сам и не собирается пользоваться услугами водителя.
В ноябре 2012 года Форда на две недели отстраняли от занимаемой им должности в результате нарушения им закона о конфликте интересов. Во время своей работы в качестве тренера в школе имени Дона Боско, он пожертвовал двадцать тысяч долларов на нужды местной спортивной команды, а также жертвовал деньги и на нужды других школ, но уже из созданного им благотворительного фонда по развитию футбола. Городской совет провёл собрание, на котором рассматривался вопрос о нарушении Фордом служебной этики. Голосование было проведено по рекомендации специального уполномоченного Торонто, который следит за соблюдением госслужащими кодекса поведения чиновников. Ещё в августе 2010 года уполномоченный потребовал, чтобы Форд вернул пожертвования, выделенные его фонду. Во время голосования решался вопрос о том, должен ли был Форд оплатить из своего кармана пожертвования, которые пошли в его частный футбольный фонд, и о которых он ходатайствовал, используя официальные бланки города. Форда обвинили в том, что он не поставил городской совет в известность о возникшем тогда конфликте интересов, когда он принимал участие в голосовании городского совета. Тем не менее, решение суда было в пользу Форда и ему удалось сохранить свою должность.
В марте 2013 против Форда было выдвинуто новое обвинение, на этот раз в сексуальных домогательствах. В этом его обвиняла Сара Томсон, издатель и бывшая соперница Форда на выборах в 2010 году. По её словам, при одной из личных встреч он пожаловался ей, на то, что её не было с ним, когда он отдыхал во Флориде, а после этих слов потрогал ту за ягодицы.

#### Ограничение полномочий
В ноябре 2013 года полиция передала прессе пятисотстраничный документ, в котором собраны обвинения в адрес Форда. В нём утверждается, что Форд работает по четыре часа в день, злоупотребляет служебными полномочиями и вообще часто появляется на работе в нетрезвом виде, пользуется услугами проституток, а также нередко крепко выражается и оскорбляет людей. На заседании городского совета 15 ноября 2013 года мэра решили ограничить в полномочиях, передав часть их его заместителю Норму Келли на оставшуюся часть срока Форда. В ходе нового заседания совета, прошедшего 18 ноября, было принято решение лишить Форда практически всех оставшихся у него полномочий. Должность мэра фактически стала формальной, а все полномочия мэра перешли к его заместителю Норму Келли. Помимо лишения власти решением совета так же на 60 % был урезан бюджет офиса мэра, которые теперь переходят под контроль Норма Келли, перед которым отныне будут отчитываться сотрудники администрации мэрии. Сам Форд назвал случившееся «государственным переворотом» и пообещал «полномасштабную войну» на следующих выборах мэра.

### Повторное участие в выборах мэра
2 января 2014 года Форд первым зарегистрировался в качестве кандидата на должность мэра Торонто в предстоящих выборах, которые прошли 27 октября этого же года. С 1 мая по 30 июня Форд приостанавливал свою работу в должности мэра и подготовку к выборам для того, чтобы пройти курс реабилитации от алкогольной и наркотической зависимости.
12 сентября 2014 года стало известно, что у Форда была обнаружена опухоль брюшной полости из-за чего он прекращает своё участие в выборах. Форду предстоит хирургическая операция и курс химиотерапии, который будет продолжаться шесть-восемь недель. Вместо Роба в выборах принимал участие его брат Даг Форд.
28 октября были оглашены результаты согласно которым кресло мэра займёт Джон Тори занявший первое место с 40,28 % голосов. Даг набрал 33,73 %, третье место заняла Оливия Чоу с 23,15 % голосов. Сам Форд заявил, что намерен участвовать в следующих выборах мэра, которые состоятся в 2018 году.

## Обвинения в употреблении наркотиков

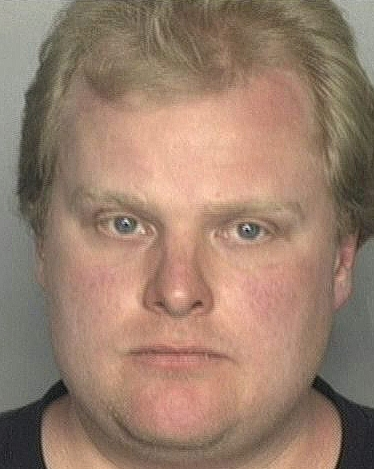
Роб Форд в 1999 году во время ареста в Майами.

### Ранние годы
В 1999 году полиция Майами арестовала Форда за вождение в состоянии алкогольного опьянения и хранение марихуаны, что стало проблемой для его избрания в члены городского совета, так как это событие получило освещение в прессе, газета «Звезда Торонто» опубликовала подробности происшествия. Согласно полицейскому отчёту, Форд заметно нервничал, у него были налитые кровью глаза и от него сильно пахло алкоголем. Отвечая на вопросы журналистов касательно этого инцидента, он отрицал написанное в полицейском отчёте, говоря что он был арестован лишь потому, что отказался «дышать в трубку». Позже Форд признал правдивость отчёта, но так и не признался в хранении и употреблении марихуаны. В конце концов от обвинений в хранении марихуаны отказались и Форду был лишь выписан штраф.

### На посту мэра
16 мая 2013 года администрация американского сайта «Gawker» сообщила, что они получили видео, на котором мэр Торонто курит крэк. Джон Кук, редактор этого сайта, сказал, что он смотрел видео, снятое на телефон, на котором человек, очень похожий на Роба Форда, держит в одной руке стеклянную трубку и зажигалку во второй, впоследствии тот нагревает трубку и вдыхает дым. На следующий день два журналиста одной из крупнейших канадских газет «Звезда Торонто» сообщили, что третьего мая они смотрели этот ролик на смартфоне на заднем сиденье автомобиля, они не имеют никакой возможности подтвердить подлинность видео, но уверены, что на нём запечатлён именно Форд. Видео, по их утверждениям, снял на мобильный телефон наркоторговец, который продавал крэк Форду. На самой записи помимо употребления наркотика Фордом запечатлено, как тот обменивается репликами с кем-то за кадром, называя лидера Либеральной партии Канады Джастина Трюдо «педиком», а также отзывается о местной школьной команде по американскому футболу как о «долбанном меньшинстве». Это видео было представлено журналистам человеком, представившимся лидером местного сомалийского сообщества. Он сообщил, что представляет интересы двух наркодилеров Форда, и потребовал за этот ролик один миллион долларов, однако от покупки видео газета отказалась.
Сам мэр сначала категорически отрицал свою причастность к этому видео и к употреблению наркотиков. Он выступил с заявлением, в котором сказал: «Я не употребляю крэк, я этого не делаю, а „Звезда Торонто“ — дерьмовое издание». Однако позже Форд всё же признался в употреблении крэка. По его словам, он курил крэк, но не является наркозависимым. Форд сказал, что это произошло один раз во время «пьяного забытья» приблизительно около года назад, но он не помнит точной даты. Форд также заметил, что из-за этого происшествия он не намерен уходить из политики и будет снова участвовать в следующих выборах. Позже на заседании городского совета он также признался, что покупал нелегальные наркотические вещества в течение последних двух лет.